# Cycnia
Cycnia és una gènere de lepidòpters ditrisis de la família dels erèbids (Erebidae), subfamília Arctiinae.

## Taxonomia
El gènere Cycnia inclou 10 espècies:
- Cycnia collaris (Fitch, 1857)
- Cycnia inopinatus H. Edwards, 1882
- Cycnia luctuosa (Geyer, 1831)
- Cycnia niveola Strand, 1919
- Cycnia oregonensis Stretch, 1874
- Cycnia sordida (Hübner, 1803)
- Cycnia tenera Hübner, 1818
- Cycnia tenerosa (Dyar, 1913)
- Cycnia rubida Walker, 1864
- Cycnia sparsigutta Walker, 1864

## Galeria

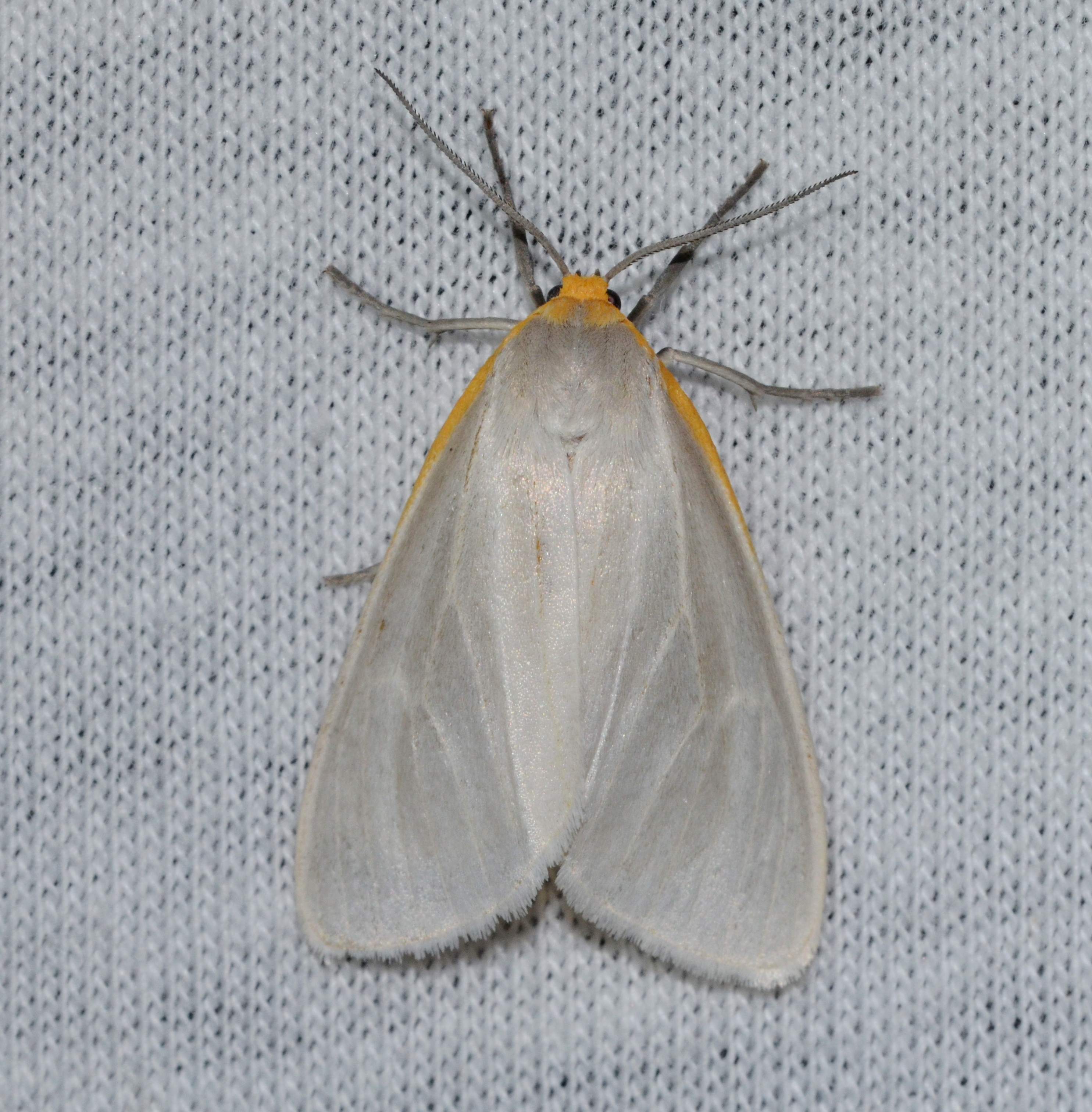
Cycnia inopinatus
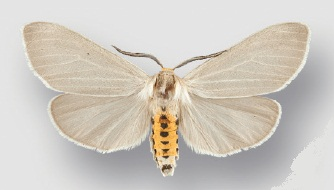
Cycnia oregonensis
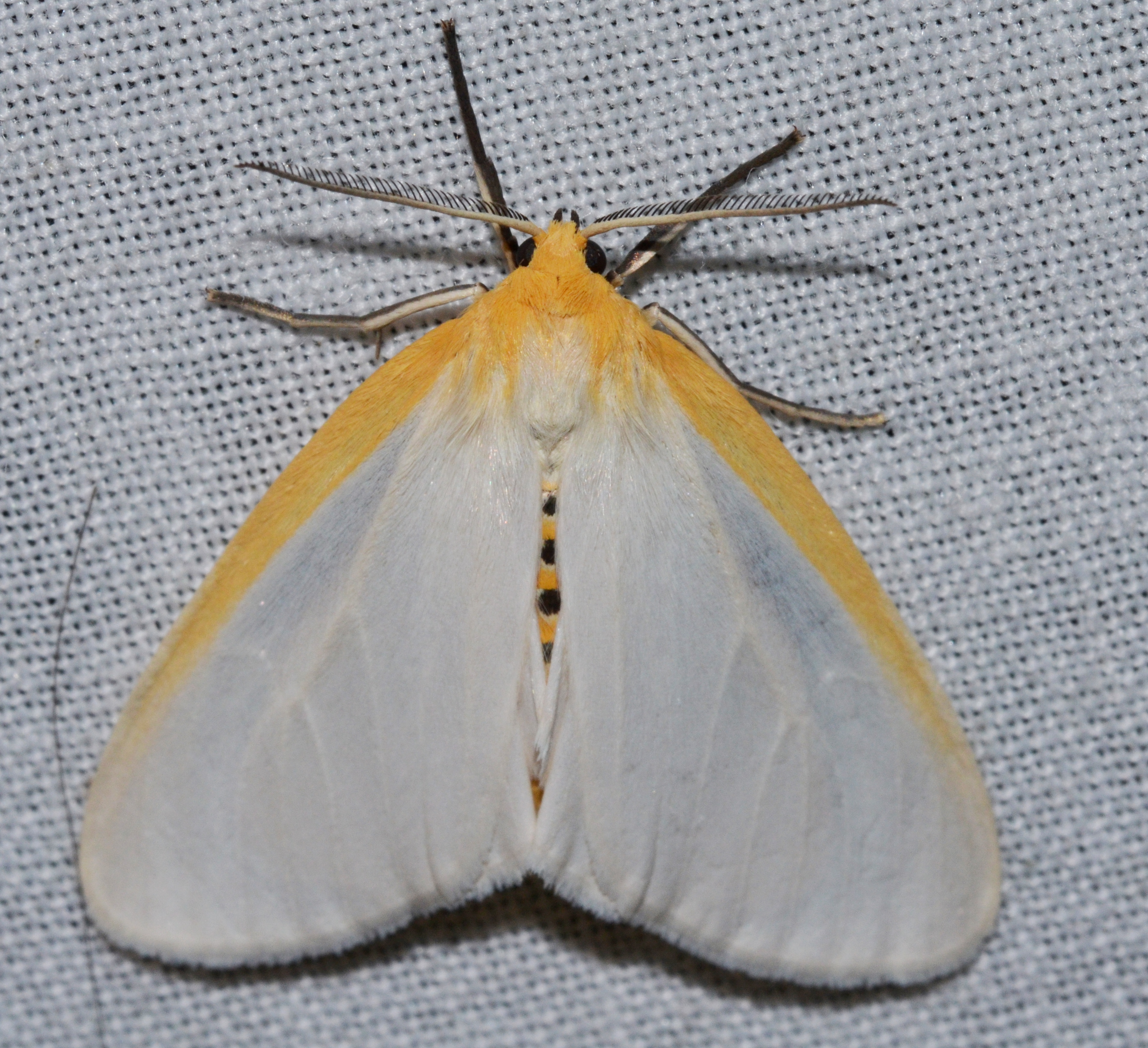
Cycnia tenera